# Вампиры в искусстве

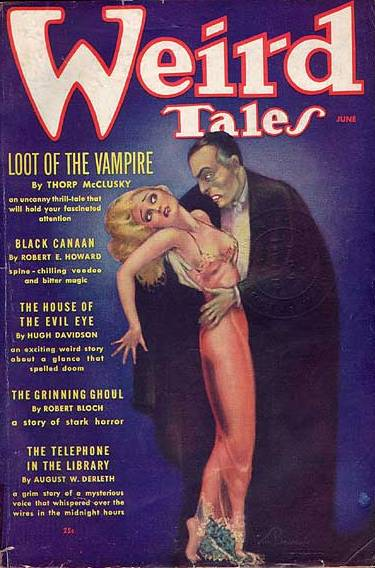
Обложка американского журнала историй «Weird Tales» 1936 года.

Художественные произведения о вампирах — работы, которые главным образом имеют дело с темой вампиров. Наиболее известная работа в этом жанре —  готический роман Брэма Стокера «Дракула». Однако впервые вампир в литературе появился в поэзии, а не в прозе.

## История

### XVIII век
Художественные произведения о вампирах берут корни в «вампирском безумии» 1720—1730-х годов, которое достигло своей высшей точки во время странного официального исследования эксгумированных подозреваемых в вампиризме Петара Благоевича и Арнольда Паоле в Сербии при монархии Габсбургов. Одним из первых произведений искусств на эту тему было короткое стихотворение немецкого поэта Генриха Августа Оссенфельдера «Вампир» (1748), которое уже имело чёткий эротический подтекст: мужчина, чья любовь была отвергнута уважаемой и благочестивой девушкой, грозил навестить её среди ночи, выпить её кровь, подарив ей соблазнительный поцелуй вампира и таким образом доказать ей, что его уроки лучше, чем христианство её матери. Более того, было несколько рассказов о мертвеце, возвращающемся из могилы, чтобы посещать её/его возлюбленного(ую) или супруга(у) и однажды принести ему/ей смерть. Баллада «Ленор» (1773) Готфрида Августа Бюргера — наиболее заметный пример XVIII века. Один из её сюжетов Denn die Todten reiten schnell («Ибо мёртвые передвигаются быстро») цитировалась в «Дракуле» Брэма Стокера.
Более позднее стихотворение, рассматривающее эту же тему, было «Коринфская невеста» (1797), написанное Гёте: история о молодой женщине, которая вернулась из могилы, чтобы разыскать того, с кем она была обручена. История изображала конфликт между язычеством и христианством: семья умершей девушки — христиане, тогда как молодой человек и его родственники всё ещё язычники. Как оказалось, именно мать девушки разорвала помолвку и заставила её стать монахиней, что в итоге довело её до смерти. Идея возвращения девушки в качестве призрака показывала, что «земля не может охладить любовь». Гёте был вдохновлён классической греческой историей о Филиннион, приведённой Флегонтом из Тралл в его «Удивительных историях». Однако в той истории молодые люди не помолвлены, нет религиозного конфликта, как нет и питья крови, а девушка возвращается из Подземного Царства с одобрения богов. Будучи отвергнутой, она вновь умирает, и дело удаётся утрясти с помощью сожжения её тела за пределами городских стен и принесения апотропеической жертвы вовлеченным в него божествам.
Первое упоминание вампиров в английской литературе появляется в «восточной» эпической поэме Роберта Саути «Талаба Уничтожитель» (1797), в котором главная героиня — покойная возлюбленная Талабы по имени Онейза превращается в вампира, хотя это явление играет незначительную роль по отношению к главному сюжету. Существуют споры, что поэма Сэмюэла Тейлора Кольриджа «Кристабель» (написанная между 1797 и 1801, но не издававшаяся до 1816) повлияла на развитие вампирской литературы. Сюжет поэмы таков: главную героиню Кристабель обольщает женщина-вампир Геральдина, которая обманывает её в её собственном доме и, в конце концов, пытается жениться на ней, приняв облик её возлюбленного. История имеет отличительное сходство с откровенно вампирской историей «Кармилла», написанной Джозефом Шериданом Ле Фаню (1872).

### XIX век
В своей эпической поэме «Гяур» Лорд Байрон обращается к традиционной фольклорной концепции вампира, как существа, обречённого сосать кровь и отнимать жизнь у своих ближайших родственников.
Байрон также сочинил загадочную отрывочную историю о таинственной судьбе аристократа по имени Аугустус Дарвелл, пока путешествовал по Востоку — как вклад в знаменитое соревнование историй о призраках на вилле Диодати у Женевского озера в 1816 году, между ним, Перси Биши Шелли, Мэри Шелли и Джоном Уильямом Полидори (личным доктором Байрона). История была взята за основу для произведения Полидори (1819) «Вампир», которое ошибочно приписывалось самому Байрону, а Гёте называл его лучшим произведением писателя. Эта маленькая история была примером того образа вампира, который сейчас распространён в кино и литературе. Дикая личная жизнь Байрона стала моделью для главного героя — вампира Лорда Рутвена. В истории Полидори, похоже, впервые появляется вампир, имеющий тот облик, который имеют вампиры из современных произведений: нежить, обладающая развитым интеллектом и сверхъестественным обаянием, так же как и внешней привлекательностью. В противоположность этому, вампир из легенд неизменно был отвратительным монстром. Сиприен Берар без разрешения Полидори написал продолжение его истории и назвал его Lord Ruthwen ou les Vampires (1820). Это продолжение было позже адаптировано Шарлем Нодье для первого спектакля о вампире, который в свою очередь был переделан в оперу немецким композитором Генрихом Маршнером. Александр Дюма позже переписал историю в пьесу, также названную Le Vampire (1851).

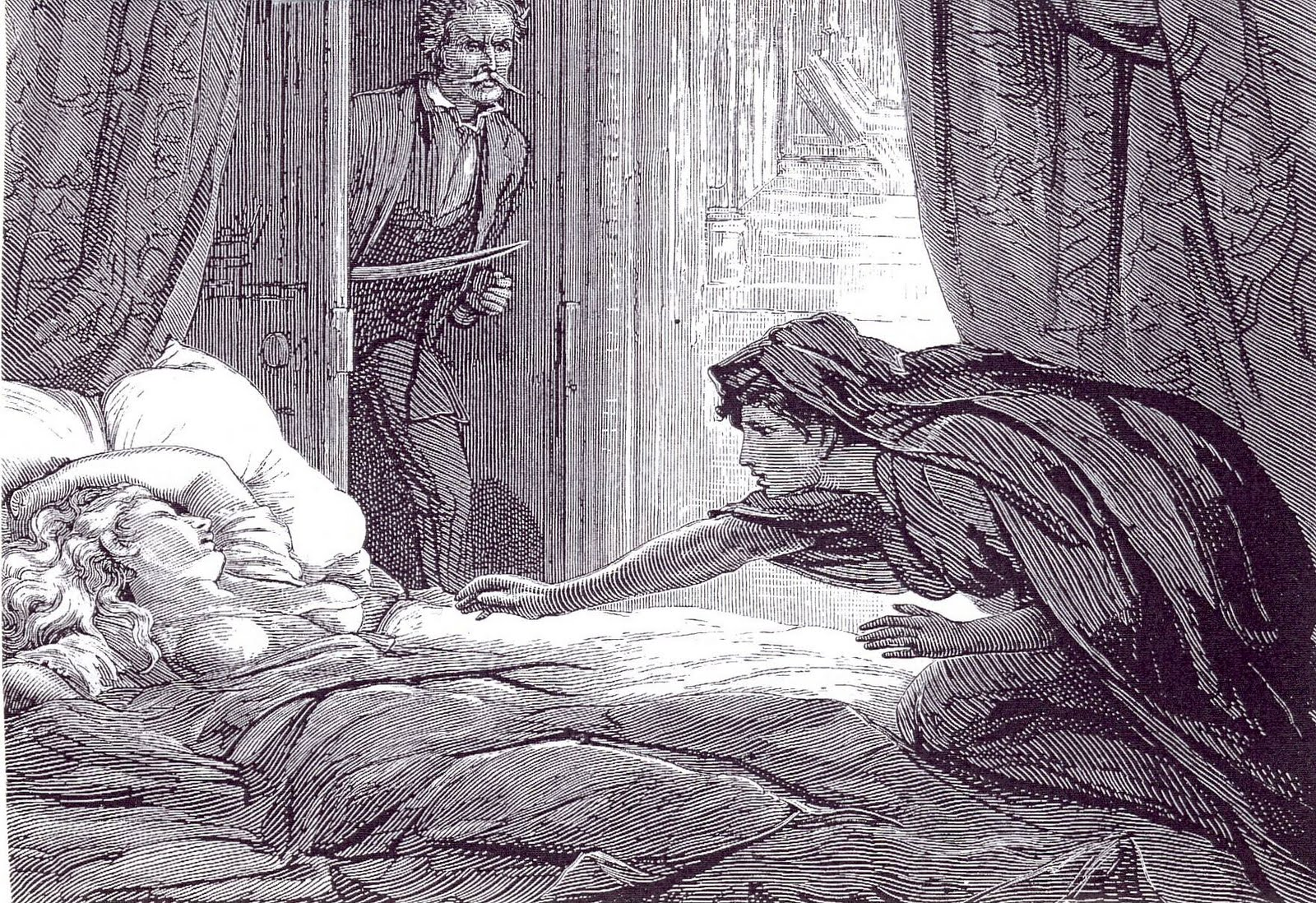
Иллюстрация к «Кармилла» (1871) Шеридана Ле Фаню

В России впервые теме вампиров были посвящены стихотворения А. С. Пушкина «Марко Якубович» и «Вурдалак» (из цикла «Песни западных славян», 1833, опубл. в 1835 г.), которые являются поэтическими пересказами двух прозаических текстов («Constantin Yacoubovich»  и «Jeannot» соответственно) из книги  Проспера Мериме «Гузла, или Сборник иллирийских песен, записанных в Далмации, Боснии, Хорватии и Герцеговине» (1827). Позже несколько произведений на эту тему создал А.  К. Толстой: в частности, им были написаны новелла «Семья вурдалака» (1839) и повесть «Упырь» (1841).
Важным примером вампирского произведения XIX века является и почти не страшная история «Вампир Варни» (1847), изображающая Сэра Фрэнсиса Варни в облике вампира. В этой истории мы имеем первый пример стандартного сюжета, когда вампир забирается через окно к спящей девушке.
Похожее тяготение к эротике очевидно и в классическом романе Шеридана Ле Фаню «Кармилла» (1871), где он изображает женщину-вампира с лесбийскими наклонностями, которая соблазняет героиню Лауру и вытягивает из неё жизнь. История Ле Фаню начинается в Штирии. Такое расположение сюжета в центре Европы — стандартная особенность историй о вампирах.
Другой важный пример развития вампирской литературы может быть найден в романах плодовитого писателя Поля Феваля Le Chevalier Ténèbre (1860), La Vampire (1865) and La Ville Vampire (1874).
«Дракула» Брэма Стокера (1897) стал наиболее полным описанием вампира в популярной литературе до XX столетия.

### XX век

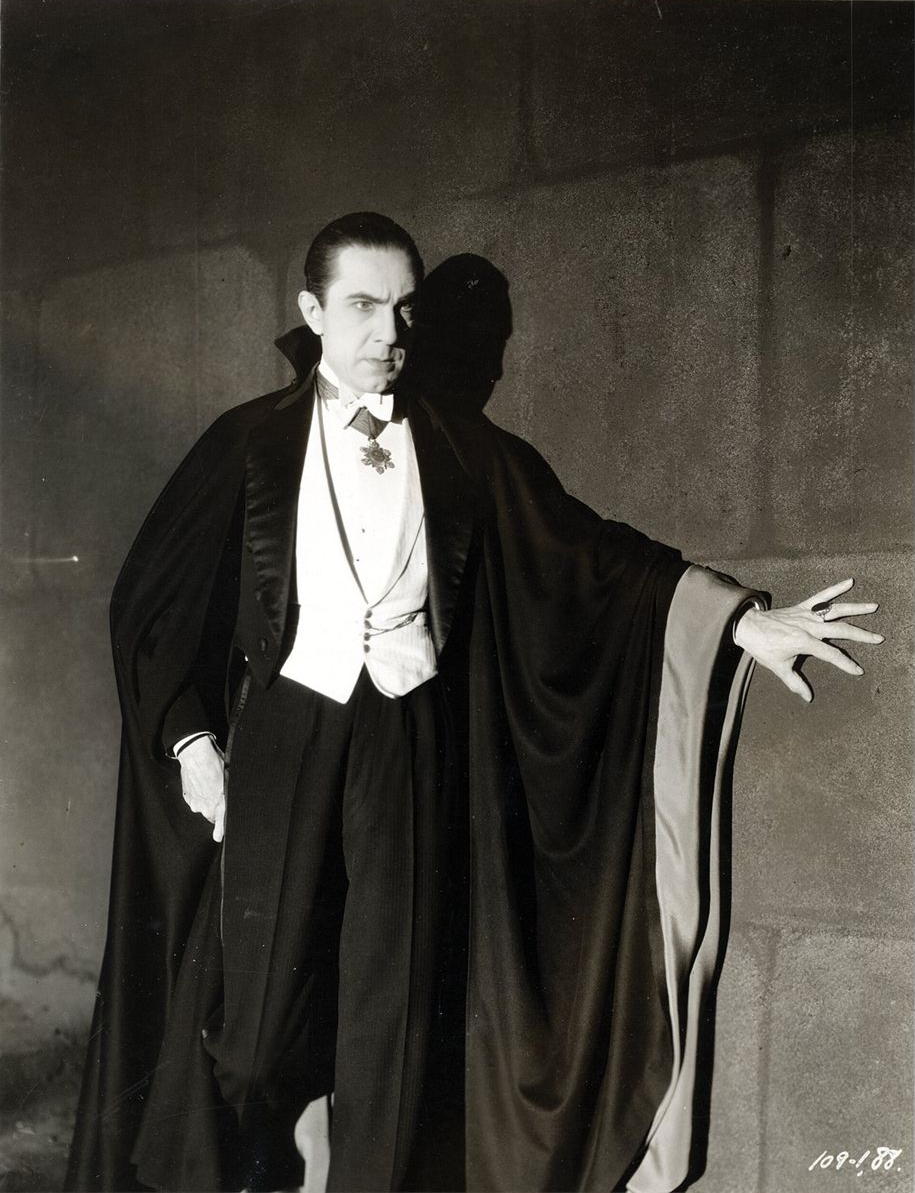
Бела Лугоши в роли Дракулы в 1931 году.

Большинство художественных произведений о вампирах в XX веке имеют явное отношение к работе Стокера. Ранние фильмы, такие как «Носферату, симфония ужаса», фильмы с Белой Лугоши и Кристофером Ли являются тому примером. «Носферату» был столь явно списан с «Дракулы», что вдова Стокера заявила о нарушении авторских прав и выиграла дело. В результате большинство экземпляров киноленты было уничтожено. Позже вдова Стокера разрешила показ фильма в Англии. Хотя последующие работы о вампирах и не имеют Дракулу в качестве одного из персонажей, основные тематические связи остались. Они включают в себя ассоциации вампиров с огромным богатством и эротической силой, также как и частое использование Готической окружающей обстановки и иконографии.
До середины 1950-х вампиров обычно изображали как сверхъестественных существ с мистической силой. Обсуждение передачи вампиризма было в лучшем случае поверхностным. Это изменилось с выходом романа Ричарда Мэтисона «Я — Легенда» (1954). Его история о Лос-Анджелесе из будущего, который заполонили кровососущая нежить и людоеды навсегда изменила жанр. Единственный выживший человек должен был отбиваться от орд ночных созданий, обнаружить секрет их биологии и разработать эффективные контрмеры. Это было первое художественное произведение с аналитическим подходом по отношению к вампирам.
В книге 1981 года «Голод» (экранизированной в 1983 году) Уитли Стрибера изучается биология вампиров и делается предположение, что своими особыми способностями вампиры обязаны свойствам своей крови. Вампиры в книге рассматриваются не как умершие люди, а как отдельный вид существ, живущий бок о бок с людьми.
В романе Брайана Стэблфорда «Империя страха» (1988), выдержанном в жанре альтернативной истории, описан мир, в котором вампиры подчинили себе бо́льшую часть человечества и используют людей как кормовую базу. Действие книги происходит в 1623—1660 годах. Главный герой, алхимик Ноэль Кордери, пытается разгадать тайну вампиризма и найти снадобья, способные как превращать обычных людей в вампиров, так и выборочно уничтожать уже обращённых особей. Во вселенной Стэблфорда точка расхождения между «вампирским» и привычным нам вариантами истории отнесена в XI тысячелетие до н. э., когда огромный метеорит, несущий примитивные микроорганизмы, упал в Экваториальной Африке. Некоторые формы инопланетной жизни при этом уцелели и вскоре распространились на окружающей территории, вызывая у туземцев каскадные генетические изменения, обеспечивающие им бессмертие, но сопровождающиеся половой стерильностью и возникновением наркотической зависимости от определённых кровяных белков.
В серии книг «Вампирские хроники» Энн Райс, которая сейчас наиболее популярна в жанре современных историй о вампирах, вампиры изображаются скорее заслуживающими сочувствия, нежели монстрами, или злодеями.
В 1991 году американская писательница Лиза Джейн Смит опубликовала трилогию «Дневники вампира». После этого в 1992 году она выпустила последнюю четвёртую книгу. А благодаря экранизации в 2009 году романы Смит снова стали популярными.
Тема вампиров оригинально раскрыта в рассказе «Кровавая бездна» нидерландского автора Белькампо (псевдоним Хермана Питерса Вихерса).
Научно-фантастический роман «Грёзы Февра» писателя Джорджа Мартина. В этом произведении вампиры — отдельный род, представители которого внешне идентичны людям, но, тем не менее, кардинально отличаются от последних своей физиологией. В противовес множеству тематических произведений, в романе Мартина люди физически не могут стать вампирами (хотя некоторые вампиры и дарят людям эту несбыточную надежду). Кроме того, вампиры Мартина всё-таки могут на короткое время выходить на солнце — они не сгорают дотла, хотя и обгорают до красноты за считанные минуты ввиду присущей вампирам биологической фотофобии. В финале романа главой вампиров становится их лидер, уважающий человечество и по моральным причинам отказавшийся от убийств, а также изобревший эликсир на основе овечьей крови, который позволяет вампирам мирно сосуществовать с обычными людьми. А в эпилоге лидер вампиров приходит поклониться могиле своего друга, который на протяжении романа помогал ему — и всё-таки убедил, что люди и вампиры — просто разные ветки человечества, которые должны ладить между собой.
Примером обращения к теме вампиров в детской литературе может служить цикл сказочных повестей «Маленький вампир» немецкой писательницы Ангелы Зоммер-Боденбург (первая книга вышла в 1979 году, по произведениям цикла были сняты художественные и анимационные фильмы).

### XXI век
Роман «Сумерки» (2005) Стефани Майер и одноимённый фильм 2008 года снова пробудили интерес к вампирам.
В XXI веке аналитический подход к вампирам интенсивно развивается. Так, в книге «Empire V» Пелевина, вампир представлен симбионтом человеческого тела, «языком», из крови человека способного узнать его мысли и передавать их хозяину.
В романе Питера Уоттса «Ложная слепота» вампирами названа вымершая за несколько тысяч лет до нашей эры (и впоследствии клонированная) ветвь человечества, более склонная к хищническому образу жизни, отличавшаяся прогнатизмом и обладавшая врождённым дефектом зрительных нейронов — «крестовым глюком» (слияние двух раздельных в норме рецепторных сетей зрительной коры, вызванное бедностью глиальной ткани серого вещества мозга). Устройство мозгового вещества вампиров и квадрохроматизм сетчатки придают им специфические способности к распознаванию образов, но в то же время даже непродолжительное созерцание прямоугольных и крестообразных объектов вызывает у них эпилептический припадок, если они предварительно не приняли некий медикамент, называемый «противоевклидовым препаратом». Во вселенной Уоттса эти генетические различия возводятся к парацентрической инверсии блока Xq21.3 на Х-хромосоме.
Тетралогия Киндрэт (2005—2010) — Алексей Пехов в соавторстве с Еленой Бычковой и Натальей Турчаниновой. В этом цикле авторы рассказывают новую легенду появления вампиров.

## Характерные черты вампиров
В отличие от многочисленных и противоречивых верований о вампирах в традиционном фольклоре, в западной литературе образ вампира стал более или менее цельным. Этот образ сохраняет некоторые фольклорные черты, но отбрасывает другие. Этот новый образец вампира распространился в современном кино и массовой культуре, хотя некоторые отдельные работы могут отличаться от этой нормы.
Произведения XIX века, в особенности «Дракула» Брэма Стокера, оказались наиболее влиятельными. Вампиры из художественных произведений часто описываются как романтичные и элегантные особы (подобно демонам инкубам и суккубам). Это противоречит фольклорным рассказам о вампирах Восточной Европы, которые описывают вампира как ужасный ходячий труп.
В некоторых произведениях вампиры являются не нежитью, а расой, которой требуется кровь для нормализации обмена веществ.
Хорошо известен набор преимуществ и уязвимости вампиров из кино и литературы:
- Вампиры боятся солнечного света, но в некоторых случаях способны находиться на солнце — в случаях, если используют защитное снаряжение (например, плотную одежду и шлемы в кинофильме «Блэйд»), либо магические артефакты (защитные кольца, амулеты…). Однако в некоторых произведениях вампиры в принципе не боятся Солнца (пример: «высшие» вампиры в саге о Ведьмаке, Анджея Сапковского).
- Вампиры, будучи мёртвыми, не нуждаются в человеческой пище, воде и даже воздухе. Иногда описывается, что они вообще не могут есть человеческую пищу, что вынуждает их либо избегать приглашений в кафе, рестораны, на званые обеды и т. п. или притворяться, что они едят, чтобы ввести в заблуждение своих смертных жертв. Они часто имеют бледный вид (а не тёмную или румяную кожу фольклорных вампиров), и их кожа холодна на ощупь. Примечание: данные особенности присущи вампирам в творчестве Энн Райс.
- Иногда они могут превращаться в животных, чаще всего в летучих мышей, крыс и волков. Некоторые вампиры умеют даже превращаться в туман или дым. Некоторые умеют летать.
- Вампиры не отбрасывают тени и не имеют отражения. В современных произведениях можно встретить идею, что вампиры не могут быть сфотографированы. Эта идея впервые появилась у Стокера, который развил её из предположения, что зеркала отражают душу человека — как раз то, чего у вампира нет.
- Некоторые суеверия утверждают, что вампир не может войти в дом без приглашения. Обычно приглашение нужно получить лишь однажды, после чего вампир может приходить и уходить когда захочет.
- Некоторые рассказы сохранили идею о том, что вампир должен возвращаться в гроб или «родную землю» до рассвета, чтобы отдохнуть в безопасности. Другие вампиры кладут родную землю в свои гробы, особенно если они переезжают. В «Кармилле» Ле Фаню вампиры должны возвращаться в свои гробы, но спать в крови, а не в земле.
- Иногда оборотни становятся вампирами после смерти. В других историях оборотни являются смертельными врагами вампиров.
- Как и в фольклоре, вампиры из рассказов боятся чеснока и символов христианской веры, таких как святая вода, распятие или чётки. Иногда вампиры неуязвимы для всего выше перечисленного («Интервью с вампиром», «Хеллсинг»), также в этот список включают иконы или символы той веры, которая имела значения для человека, ставшего впоследствии вампиром, например, звезда Давида для «вампира-иудея».
- Вампир может быть уничтожен серебряной или освящённой пулей, деревянным колом в сердце, через обезглавливание или кремацию. Однако одним из наиболее общих способов убить вампира является вытаскивание его под дневной свет. Идея, возможно, впервые появилась в фильме «Носферату» (1922), но уязвимость перед солнечным светом стала часто приниматься как стандартная слабая сторона вампира. Хотя степень этой уязвимости разнится от рассказа к рассказу. В оригинальном произведении Стокера, например, солнечный свет лишь ослаблял Дракулу, но не уничтожал — в книге описывается сцена, когда Дракула днём вполне свободно прогуливается в Лондонском зоопарке рядом с вольером волков. В манге и одноимённом аниме «Хеллсинг» вампир Алукард может перемещаться на солнце, имея к нему иммунитет из-за количества поглощённых душ. Во многих фильмах развита идея, что вампиры боятся серебра в любом его виде, это и пули, и колья, и мечи, и т. д. Особенно эта идея развита в фильмах «Блэйд» и про Ван Хельсинга. Но в той же манге «Хеллсинг» все вышеперечисленные действия по отношению к Алукарду не имеют никакого эффекта из-за его способностей к регенерации и физического бессмертия, связанного с поглощёнными душами.
- Некоторые вампиры из художественных произведений обожают считать. Идея была взята из народных историй, утверждающих, что вампир будет останавливаться и считать каждое зерно, которое найдёт на пути. Наиболее известный «считающий» вампир — это кукла Граф фон Знак из телепередачи «Улица Сезам». Другими примерами является эпизод «Дурная кровь» из пятого сезона «Секретных материалов», а также роман «Carpe Jugulum. Хватай за горло» Терри Пратчетта. Встречается поверье, будто вампиры любят развязывать узлы, обе эти ситуации были обыграны в комедийном стиле в фильме «Дракула 2: Вознесение», когда герои, чтобы задержать Дракулу, рассыпают на него мешок с горохом, а он, в свою очередь, подсчитывает количество зёрен за долю секунды и одним движением развязывает сеть из узлов, наброшенную на него с целью задержать на некоторое время.
- С тех пор как в 1958 году вышел фильм «Дракула», вампиры почти всегда изображаются с клыками. Иногда вампир может скрывать клыки, до тех пор пока не собирается кусать.
- В фильме Пастырь вампиры в значительной мере отличаются от общепризнанного представления о них. Они по определению не имеют ничего общего с человеком, кроме потребительской связи. Не имеют потребности в одежде. Живут преимущественно в ульях, изготовленных из вампирьей слизи. По всей видимости, имеют коллективный образ жизни по типу социальных насекомых.
- В серии книг Ф. К. Каст вампиры поклоняются богине ночи Никс. Укус вампира доставляет состояние эйфории обоим. В процессе кровопийства возникает Запечатление. Все взрослые вампиры носят татуировку в виде закрашенного сапфирового полумесяца с узорами на скулах и лбу. Недолетки — контур полумесяца. Все они обладают талантами, такими как управление стихиями, близость с животными, физическая сила, исцеление. Вампиры ведут ночной образ жизни. Власть там матриархальная.
- В серии книг Анджея Сапковского «Ведьмак» вампиры подразделяются на высших и низших. Высшие вампиры являются разумным видом, исключительно похожи на людей, при этом обладают болезненно бледной кожей, нечеловеческой реакцией и скоростью, а также способностью обращаться в гигантского нетопыря. Высшие вампиры из вселенной ведьмака не обладают большинством классических свойств вампиров, так на них не оказывает никакого эффекта чеснок, серебро, освященные предметы, осиновые колья и солнечный свет, однако не имеют отражения в зеркале. Помимо этого являются абсолютно бессмертными, то есть регенерируют любые травмы вплоть до полного сожжения. Заразиться вампиризмом от укуса высшего вампира невозможно, поскольку те представляют собой просто другой вид. Питьё крови для высших вампиров является не жизненно важным условием, а заменяет алкоголь. Даже в своей человеческой форме обладают огромными клыками. Одним из высших вампиров является Регис, который, по ходу повествования, и рассказывает основные факты о вампирах этой вселенной. Низшие же вампиры в большей мере являются монстрами, зачастую не обладают интеллектом, а кровь является для них жизненно важным элементом рациона. Низшие вампиры не бессмертны и уязвимы для серебра.
- В серии книг Я. Заболотникова «Хроники семи королевств» вампиры представляют собой порождений тьмы, выпущенных в мир стараниями некромантов, как венец тёмного творения: идеальные убийцы, чудовища, носящие маску человека. Помимо интеллекта, отменного зрения, чуткого слуха и недюжинной силы, вампиры обладают быстрой регенерацией, построенной на какой-либо однотипной эмоции. Более того, имеют два режима существования: человекоподобный и звериная сущность. Последний даёт нежити максимум возможностей, но награждает мертвецки бледной кожей и красным пылающим взором с чёрными вертикальными зрачками.
- В цикле ранобэ Кэйсукэ Макино «Луна, Лайка и Носферату» главная героиня, вампирша Ирина Луминеск, объясняет, что все вышеперечисленные романы были написаны с целью очернить вампиров, которых люди от бессилия обвинили в распространении Чёрной смерти, а сами вампиры не боятся чеснока, серебра и крестов, солнечный свет всего лишь вызывает у них неприятные ощущения, они плохо переносят жару и не ощущают вкуса пищи. Кровь им пить необходимости нет и считается признаком отсталости, хотя и придаёт сил.

## В литературе
Список: Вампиры в литературе

## В изобразительном искусстве

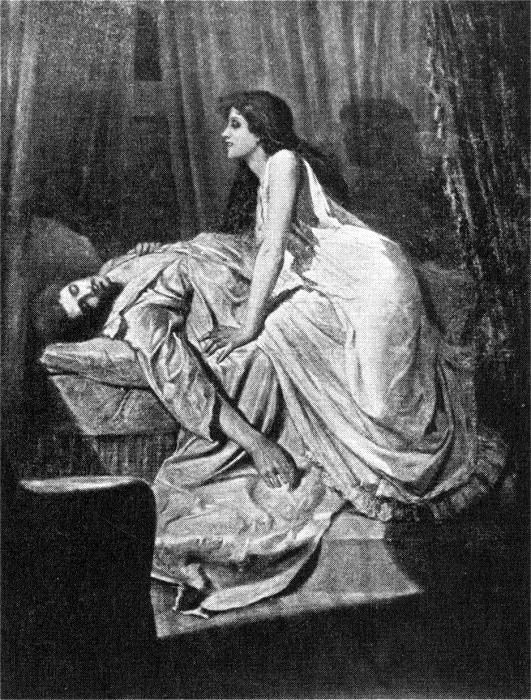
«Вампир» (1897) Филиппа Бёрн-Джонса

На картине «Вампир» (1897) Филиппа Бёрн-Джонса изображена вампирша, склонившаяся над мужчиной. Моделью для неё стала популярная актриса Стелла Патрик Кэмпбелл. Образ фам-фаталь вдохновил Редьярда Киплинга на создание одноимённого стихотворения 1897 года. Стихотворение стало популярным и спровоцировало появление многих немых фильмов, где вампиров представляли именно в образе роковых женщин, вместо нежити, сосущей кровь. В вышедшем в 1913 году фильме «Вампир» представлен «вампирский танец», такжё вдохновлённый картиной Бёрн-Джонса. Рефрен стихотворения Киплинга «Жил-был дурак» (англ. A fool there was…) стал названием фильма 1915 года «Жил-был дурак», сделавший актрису Теду Бару знаменитой и символом леди-вамп кинематографа того времени.

## В других медиа
Вампиры популярны в других медиа, таких как комиксы, театр и мюзиклы:
- Такие комиксы как Vampirella (1969), Tomb of Dracula (1972), упомянутый выше Blade (1973), Morbius: The Living Vampire (1992—1995) и 30 Days of Night (2002). Вдобавок многие известные супергерои встречают суперзлодеев-вампиров.
- Театральная постановка «Love & Darkness», созданная Vancouver Island Playwright David Elendune, изображает Нефилимов как расу вампиров — то есть произошедших от падших ангелов и дочерей человека.
- Впервые представленная в Limbo Lounge в Нью-Йоркской Ист-Виллидж в 1984 году постановка «Vampire Lesbians of Sodom» стала столь популярной, что была перенесена в Офф-Бродвей в июне 1985 года. Её ставили в течение пяти лет в Provincetown Playhouse.
- Dance of the Vampires (1997), мюзикл Джима Стайнмана.
- Японские аниме и манга представляют вампиров в нескольких произведениях, включая: JoJo's Bizarre Adventure (1987), Vampire Princess Miyu (OVA 1988 года, аниме-сериал 1997 года), Nightwalker (1998), «Ди, охотник на вампиров» (2000), Blood: The Last Vampire (2000), Tsukihime (2000), «Хеллсинг» (2002), Vampire Host (2004), Tsukuyomi - Moon Phase (2004), «Рыцарь-Вампир» (2005), «Кровь+» (2005), «Кровь Триединства» (2005), «Братство чёрной крови» (2006), Rosario + Vampire (2008), Bakemonogatari (2009), Shiki (2010), Strike the Blood (2013).
- У группы HIM есть песня «Vampire Heart» в их альбоме Dark Light.
- У группы My Chemical Romance есть песня «Vampires Will Never Hurt You» на их дебютном альбоме I Brought You My Bullets, You Brought Me Your Love.
- У группы «Король и Шут» в альбоме «Бунт на корабле» есть песня «Исповедь вампира».

### Компьютерные игры
Серии компьютерных игр, содержащих вампиров, в основном используют Дракулу либо основанных на Дракуле персонажей. Серия видеоигр Castlevania компании Konami является самой длинной серией, использующей легенду о Дракуле, хотя сценаристы внесли в неё свои изменения. Исключением из этой тенденции является серия видеоигр Legacy of Kain, которая изображает вампиров в полностью вымышленном мире, называемом Nosgoth.
Другие игры, содержащие вампиров, включают:
- The Elder Scrolls — серия игр, в которой герой может встретить вампира и даже стать им. Концепции вампиризма несколько отличаются друг от друга в разных главах игры, но в целом вампиры TES обладают типичными признаками.
- В настольной военно-тактической игре Warhammer Fantasy вампиры являются одной из сил, которыми можно играть.
- В Forsaken World вампиры представлены одним из игровых классов.
- Ролевые игры, такие как Vampire: The Masquerade (1992), в которой участники играют роли вымышленных вампиров.
- В Darkstalkers (1994), серии файтингов (в Японии известна как Vampire Savior), присутствуют вампиры и другие мифические персонажи.
- В Shadowrun есть вампиры, чьё существование объясняется воскрешением из-за особого вируса HMVV. Поэтому заражённые являются хоть и разумной, но «нежитью» в общепринятом в ролевых играх смысле. Они обычно не страдают от сверхъестественных ограничений (таких как кресты), хотя магия, в том числе и святая, действует на них, как и на любое другое метасущество, но они всё же уязвимы для солнечного света из-за фермента, который вырабатывается в ходе их изменённого метаболизма и может вызывать сильную аллергическую реакцию на ультрафиолетовое излучение (в том числе солнечный свет). На данный момент (2070 Shadowrun 4th ed.) лекарства от этого вируса не существует.
- The Sims 2: Nightlife, второе дополнение популярной серии The Sims 2, вводит вампиров. Вампиры в этой игре следуют многим вымышленным условиям, таким как сон в вычурных гробах, готические одежды и возможность превращаться в летучих мышей. Вампиризм можно распространять на других персонажей посредством укуса. Если день застанет вампира вне дома, он вскоре умрёт.
- Серия видеоигр Castlevania устанавливает новое происхождение для Дракулы и повествует о бесконечной борьбе между ним и кланом Бельмонтов, охотников на вампиров, существующем на протяжении XI—XXI веков.
- В серии видеоигр Shadow Hearts четыре известных вампира (тремя из них можно играть), хотя они лишь немного соответствуют стереотипам.
- Серия видеоигр Boktai вращается вокруг Охотника на Вампиров Django. Однако, даже несмотря на то что игра иногда уравнивает термины «Вампир» и «Бессмертный», в ней лишь несколько настоящих вампиров, например, Count of Groundsoaking Blood.
- В серии игр Touhou Project можно встретить двух сестёр-вампиров — Ремилию и Фландр Скарлет. Также там есть охраняющая Кровавое озеро вампирша Куруми.
- В серии игр BloodRayne описывается битва между вампирами.
- The Sims 3: В сумерках, третье дополнение игры The Sims 3, добавляет вампиров в игру. Вампиры здесь выглядят более современно, чем во второй части игры, но многое осталось неизменным — непереносимость чеснока и ослабевание от солнечного света, большая скорость, способность воздействовать на разум человека, сияющие кожа и глаза. В этом аддоне вампиры спят, паря над склепом.
- Nosferatu: The Wrath of Malachi.
- Might and Magic, King's Bounty, Heroes of Might and Magic (со 2 части) — юниты расы Нежить.
- Age of Wonders II: The Wizard's Throne — юниты расы Нежить.
- Neverwinter Nights, Neverwinter Nights 2.
- Серия игр Legacy of Kain.
- Plague Inc. имеет режим Shadow Plague, где игрок в роли вампира занят распространением сумеречной чумы, превращающей людей в послушных зомби.
- Игра «Клуб романтики», история «Рождённая Луной». Здесь вампиры способны гипнотизировать, обладают высокой реакцией, скоростью и существенной силой. На солнце не погибают, но чувствуют себя некомфортно, ослабевают и теряют способности к быстрой регенерации.